# أحمد بن محمد الجرافي
أحمد بن محمد بن أحمد الجُرَافي (1280-1316هـ | 1864-1898م) من الزيدية في اليمن، مولده ووفاته في صنعاء، كان واعظاً عارفاً بالحديث والفقه

## مؤلفاته وكتبه
له كتب كثيرة ومنها:
- الدليل في الرد على الصوفية.
- رافع الحجاب «في النحو».
- جواب في حكم التقليد.
- الترغيب والترهيب «توفي بعد إكمال المجلد الأول منه».[1]